# Livermórium
Livermórium (korábban: ununhexium) a neve a 116-os rendszámú szupernehéz elemnek. Vegyjele Lv (korábban: Uuh). Négy izotópja ismert 290 és 293 közötti tömeggel, melyek közül a legstabilabb a Lv-293 40 ms-os felezési idővel.

## Felfedezése
2000. július 9-én a dubnai Egyesített Atomkutató Intézet kutatói figyelték meg egy livermóriumatom bomlását, mikor Ca-48 ionokkal bombáztak egy Cm-248 célatomot. Az eredményeket 2000 decemberében publikálták.
{\displaystyle \,_{20}^{48}\mathrm {Ca} +\,_{96}^{248}\mathrm {Cm} \to \,_{116}^{296}\mathrm {Lv} ^{*}\to \,_{116}^{293}\mathrm {Lv} +3\,_{0}^{1}\mathrm {n} }
Ugyanebben a kísérletben megfigyeltek egy bomlási láncot, amely megegyezett a korábban megfigyelt fleróvium (Fl) bomlásával, és  289Fl-nek tulajdonították. A későbbi kísérletekben nem sikerült ismét megfigyelni ezt a bomlást, de megjelenése az első kísérletsorozatban így is valószínűsíti az Lv egy metastabil izomerének létezését - név szerint a 293m116-ét -, ami egy ritka bomlási útja a már ismert alapállapotú izomernek. További kutatás szükséges ennek bizonyításához.
A csapat megismételte a kísérletet 2005 májusában és ismét azonosított nyolc livermóriumatomot. A mért bomlási adatok megerősítették a 293116 izotóp jelenlétét. A kutatók ez alkalommal megfigyelték a 292116 izotópot is.
Kvantummechanikai alagúteffektus modellel végzett elméleti számítások alátámasztják a kísérleti adatokat.
Az elem felfedezését 2011 júniusában fogadta el a IUPAC/IUPAP Joint Working Party a 114-es rendszámú fleróviuméval együtt. A felfedezés tényét a Dubna–Livermore együttműködés több közös 2004-es publikációja alapján fogadta el a munkabizottság. Ajánlásuk szerint az együttműködők tehettek javaslatot a IUPAC-nak az elemek végleges nevére. Erre 2011 decemberében került sor. A név és a vegyjel 2012 májusában vált hivatalossá.

## Elektronszerkezet

A livermórium elektronszerkezete

A livermóriumnak 6 telített elektronhéja van. 7s+5p+4d+2f=18 telített alhéjjal.
Bohr-modell:  2, 8, 18, 32, 32, 18, 6
Kvantummechanikai modell: 1s²2s²2p63s²3p64s²3d10
4p65s²4d105p66s²4f145d10
6p67s²5f146d107p4